# L’Isle-sur-Serein
L’Isle-sur-Serein ist eine französische Gemeinde mit 664 Einwohnern (Stand 1. Januar 2022) im Département Yonne in der Region Bourgogne-Franche-Comté; sie gehört zum Arrondissement Avallon und zum Kanton Chablis.

## Geschichte
Der Ort liegt am Fluss Serein, in einer Schleife mit einer Insel, daher der Name. Er wurde 877 unter dem Namen Ilianencensis vicaria erwähnt und trug bis zur Französischen Revolution den Namen L’Isle-sous-Montréal. L’Isle-sur-Serein gehörte zum Besitz des Herren von Montréal und wurde im 14. Jahrhundert befestigt.

### Bevölkerungsentwicklung
- 1962: 433
- 1968: 450
- 1975: 494
- 1982: 524
- 1990: 533
- 1999: 716